# Алия (термин)
Алия́ (ивр. עלייה‎, буквально «подъём», «восхождение», «возвышение») — репатриация (понимаемая в данном случае как возвращение на историческую родину) евреев в Государство Израиль, а до основания Государства Израиль — в Страну Израиля. Является одним из основных понятий сионизма, ныне закреплённым в израильском «Законе о возвращении». Термин «алия» применительно к репатриации евреев в Страну Израиля возник в эпоху возвращения из вавилонского плена. С этого времени алия стала постоянным явлением еврейской истории.
Еврей, совершающий алию, называется на иврите словом «עולה» — «оле́» (в женском роде «עולה» — «ола́», мн. ч. — «עולים» — «оли́м», во мн. ч. жен. рода — «עולות» — оло́т), эти слова иногда используются и в русских текстах, определяя репатриировавшихся в страну Израиль. Противоположное действие, эмиграция евреев из Израиля, называется словом йерида́ («спуск», «нисхождение»). Совершивший алию и проживший значительное время в Израиле неформально именуется на иврите «вати́к» (старожил). Более узкое значение термина — группы репатриантов, прибывавших в Израиль в определённый период, или из определённого региона, страны (напр. «Вторая Алия», «Алия из Марокко» и т. д.).
На 2018 год статус «оле́ хада́ш» (новый репатриант) имеют израильские граждане, живущие в стране до пятнадцати лет. Ранее этот срок составлял десять лет. Новые репатрианты имеют определённые законодательно установленные льготы и преимущества, имеющие целью упростить им адаптацию в новых условиях.
На 2016 год среди евреев, проживающих в Израиле, 75 % (4 млн 935 тыс.) родились в Израиле, из них 2 млн 929 тыс. представляли второе или более поколение в Израиле, и 25 % (1 млн 511 тыс.) были репатриантами; таким образом, большинство израильских евреев сегодня — либо олим, либо потомки совершивших алию в первом поколении.
Всего с основания Израиля в 1948 и до 2019 года в страну совершили алию 3,3 миллиона человек.
Вопросами, связанными с репатриацией в Израиль, ведают министерство алии и интеграции Израиля (ранее — «министерство абсорбции»), Еврейское агентство («Сохнут»), и некоторые другие организации.

## История

### Стремление евреев в Сион
Среди части евреев, живших в диаспоре ещё с ветхозаветных времён, всегда было распространено желание возвратиться к Сиону в Палестину. Эти надежды и устремления отражены в Библии: «И пойдут многие народы и скажут: придите, и взойдём на гору Господню, в дом Бога Иаковлева, и научит Он нас Своим путям и будем ходить по стезям Его; ибо от Сиона выйдет закон, и слово Господне — из Иерусалима» (Ис. 2:3) и являются одной из центральных тем еврейских молитв. Начиная с XII века преследование евреев христианской церковью и мусульманским духовенством привело к увеличению алии в Святую землю.
В 1492 году этот поток пополнился евреями, изгнанными из Испании, которые впоследствии основали еврейский квартал в городе Цфат в Галилее. В течение XVI века большие еврейские общины пускали корни в Стране Израиля в четырёх «святых городах» (Иерусалиме, Хевроне, Цфате и Тверии). Во второй половине XVIII века целая хасидская община из Восточной Европы поселилась в Святой земле; кроме них, там же обосновались «прушим», последователи Виленского гаона.
В 1882 году еврейское население Эрец-Исраэль составляло около 30-35 тысяч жителей и было глубоко религиозным. Евреи жили в древних святых городах — Иерусалиме, Тверии, Цфате и Хевроне. В Иерусалиме евреи с середины XIX века вновь составляли большинство населения. Сравнительно небольшие общины были в Яфо, Газе, Хайфе и в некоторых других городах.

### Первая алия (1882—1903)
Первая большая волна современной репатриации евреев, получившая название Первая алия, связана с волной погромов 1882 года, прокатившейся по Российской империи. В 1882—1903 годах в Палестину, тогда провинцию Османской империи, переселилось около 35 тысяч евреев. Большинство из них принадлежало к палестинофильским движениям Ховевей-Цион (Любящие Сион) и Би́лу (билуйцы) и прибыло из Восточной Европы (главным образом из Российской империи); небольшое число прибыло также из Йемена. По большей части это были религиозные евреи.
Из сельскохозяйственных поселений, основанных в этот период, впоследствии выросли такие города, как Петах-Тиква, Ришон ле-Цион, Реховот, Рош-Пина и Зихрон-Яаков.
Поселенцы сталкивались с большими трудностями: нехватка средств, тяжёлые природные условия, недостаток соответствующего сельскохозяйственного опыта, болезни и т. п. В преодолении этих затруднений большую роль сыграл барон Эдмон де Ротшильд, взявший несколько основанных поселений под свою опеку и помогавший поселенцам льготными кредитами и специалистами.

### Вторая алия (1904—1914)
Новая волна алии была связана с волной погромов в Российской империи, наиболее известным из которых был Кишинёвский погром 1903 года. В период 1904—1914 годов в Стране Израиля поселилось около 40 тысяч евреев из Восточной Европы.
Как и репатрианты первой алии, многие переселенцы второй алии были религиозными евреями и не всегда активистами сионистских организаций. В то же время многие из поселенцев этого периода были увлечены социалистическими идеями, создав в Палестине политические партии и рабочие организации. Они основали в 1909 году первый киббуц — Деганию, положивший начало киббуцному движению, и сформировали первую организацию еврейской самообороны, Ха-Шомер, для защиты еврейских поселений от нападений арабов и бедуинов.
В 1909 году был основан пригород Яффы Ахузат-Баит, который впоследствии вырос в город Тель-Авив. В этот же период широко распространился возрождённый иврит, на котором выходили газеты и развивалась литература.
Со вступлением Османской империи в Первую мировую войну на стороне Германии турецкие власти подвергли гонениям еврейское население страны, что прервало Вторую алию. В результате к 1917 году в Стране Израиля проживало примерно 85 000 евреев.

### Третья алия (1919—1923)
Во время Первой мировой войны по инициативе Владимира Жаботинского и Йосефа Трумпельдора в составе британской армии был сформирован «Еврейский легион». Как следствие этого, а также вследствие научных заслуг доктора Хаима Вейцмана, председателя Всемирной сионистской организации и выдающегося химика, разработавшего способ получения жизненно необходимого Британии синтетического каучука, 2 ноября 1917 года секретарь иностранных дел издал Декларацию Бальфура, которая декларировала, что Британия «смотрит положительно на основание в Палестине национального дома еврейского народа». Еврейский легион активно участвовал в боях за изгнание турок из Страны Израиля.
В 1922 году Лига Наций вручила Великобритании мандат на Палестину, мотивируя это необходимостью «установления в стране политических, административных и экономических условий для безопасного образования еврейского национального дома».
В 1919—1923, как следствие Первой мировой войны, установления в Стране Израиля британского мандата и Декларации Бальфура, в страну прибыли 40 тысяч евреев, в основном из Восточной Европы. Сионистские организации организовали подготовку поселенцев этой волны, в основном, к сельскохозяйственному труду ещё в странах исхода. Британские мандатные власти установили ограничительные квоты на еврейскую алию. Несмотря на это, еврейское население страны возросло за этот период до 90 тысяч. Поселенцы осушили болота Изреэльской долины и долины Хефер и сделали землю пригодной для сельского хозяйства. В этот период были основаны федерация профсоюзов Гистадрут и еврейская организация самообороны Хагана.

### Четвёртая алия (1924—1929)
В 1924—1929 годах в Страну Израиля репатриировались около 82 тысяч евреев, в основном из Восточной и Центральной Европы, в значительной степени в связи с подъёмом антисемитизма в Польше и Венгрии. Часть иммигрантов прибыла из СССР.
Значительную роль сыграл экономический кризис в Польше в сочетании в проводимой там политикой вытеснения евреев из ремесла и торговли, поэтому эту волну репатриации прозвали «алия Грабского» по фамилии тогдашнего премьер-министра Польши. Ограничения на иммиграцию в США, введенные в 1924 году, способствовали тому, что те из евреев Европы, кто намеревался искать счастья за океаном, встали на путь репатриации в Страну Израиля.
Эта группа состояла во многом из семей среднего класса, которые переехали в растущие города, основав малые предприятия торговли и общественного питания («алия киосков»), а также лёгкую промышленность.
Впоследствии, однако, приблизительно 23 тысячи оли́м этой волны покинули страну.

### Пятая алия (1929—1939)
В 1929 году начинается Великая депрессия, а в 1933 году нацисты приходят к власти в Германии. Всё это толкает евреев Центральной Европы в сторону эмиграции в Израиль. С 1933 по 1939 год около 250 тысяч евреев, в основном из Германии, Австрии, Чехословакии, Польши и Литвы на легальных и нелегальных основаниях выехали в подмандатную Палестину. С 1936 года англичане ужесточили ограничения на въезд, и волна алии сделалась нелегальной, называемой «Алия Бет». Пятая алия была первой, состоявшей в значительной степени из нерелигиозных, ассимилированных (в основном немецкоязычных) евреев. Многие из эмигрантов этой волны не были идейными сионистами, однако многие прониклись этими идеями уже после репатриации. Численность еврейских иммигрантов была сравнима с численностью всей еврейской общины Палестины на 1929 год. Идиш перестал быть основным (90 % в 1920-е) разговорным языком евреев Эрец-Исраэль, что способствовало усилению позиций иврита как общееврейского разговорного языка.

### Алия Бет — нелегальная иммиграция в 1933—1948 годах
Возросшие ограничения на еврейскую репатриацию, наложенные британскими властями, сделали значительную часть алии нелегальной. Эта алия получила название «Алия Бет» или Хаапала́ (ивр. העפלה‎, «дерзновение»). Нелегальная иммиграция организовывалась подразделением Хаганы под названием «Мосад ле-Алия Бет» и Национальной военной организацией (Иргуном). Переправка евреев в Эрец-Исраэль проводилась главным образом по морю и в меньшей степени по суше через Ирак и Сирию.
В «Алие Бет» принято выделять два этапа.
- 1933—1942 годы — усилия по спасению евреев Европы от преследований и, начиная с 1938—1941 гг., от уничтожения.
- 1945—1948 годы — усилия, направленные на работу в лагерях для перемещённых лиц, где находились пережившие Катастрофу евреи, для организации их переселения в Израиль. Послевоенный путь алии шёл из такого лагеря в один из сборных пунктов в американском секторе — Бад-Рейхенхалл или Лайпхайм; оттуда беженцы различными путями переправлялись в Эрец-Исраэль.

Американские, французские и итальянские власти не накладывали ограничений на передвижение между лагерями, британцы же всячески противодействовали этому движению, накладывая ограничения на передвижения из лагерей и организуя морскую блокаду, препятствуя оли́м высаживаться на израильскую землю.
В 1946 году британской секретной службе МИ-6 была поручена организация диверсий на кораблях, перевозивших нелегальных иммигрантов. 14 февраля 1947 года операция была официально начата. Британские агенты устанавливали на корабли магнитные мины с часовым механизмом. Летом 1947 и в начале 1948 года в итальянских портах были повреждены 5 кораблей.
Несмотря на борьбу британских властей с нелегальной иммиграцией, за 14 лет в Палестину таким образом переправилось 110 тысяч евреев.

## Массовая алия 1950-х годов
В 1948—1952 годах еврейское население Израиля увеличилось с 600 тыс. до 1,5 млн. Сотни тысяч евреев стали беженцами из арабских стран, спасаясь от погромов и преследований.
Со дня провозглашения еврейского государства 14 мая 1948 года и до конца года в Эрец-Исраэль прибыло более 100 тыс. репатриантов. До конца 1951 года в страну репатриировалось 690 тыс. человек — и их число превысило численность ишува накануне провозглашения государства. Декларация независимости Государства Израиль фактически открыла ворота для евреев со всего мира, провозгласив: «Государство Израиль будет открыто для репатриации евреев и для собирания диаспор».
Первыми прибыли европейские евреи, пережившие Холокост и находившиеся в лагерях перемещённых лиц. Вслед за ними стали прибывать — нередко почти в полном составе — еврейские общины стран Востока и Северной Африки. Так, в рамках операции «Эзра и Нехемья» репатриировались почти все евреи Ирака (120 тысяч человек). Были проведены также операции по репатриации евреев из Марокко, Алжира, Туниса, Ливии, Румынии, Польши, Венгрии, Болгарии и других стран. Репатриация продолжалась и в последующие годы — вплоть до наших дней. Были периоды спада и роста алии, были даже периоды, когда число тех, кто покидал страну, превышало число репатриантов. В 1956 году возобновилась алия из стран Восточной Европы, а после Шестидневной войны 1967 года заметно выросла алия из стран Запада и началась репатриация евреев из Советского Союза.

### Операция «Орлиные крылья» (или «Ковёр-самолёт»)
В 1949—1950 годах Израиль эвакуировал по воздуху из Йемена 50 тысяч евреев местной общины, стекавшихся со всех концов страны в лагерь «Избавление». Операция получила название «Ковёр-самолёт» или «На орлиных крыльях». Начиная с сентября 1949 года самолёты ежедневно перевозили в Израиль по 500 йеменских евреев. До конца года в Израиль прибыло 35 тысяч репатриантов из Йемена. Последний рейс приземлился в Израиле в сентябре 1950 года.

## Репатриация евреев из СССР 1970-х годов
За период 1923—1937 годов из СССР эмигрировало около 70 тыс. евреев, в том числе 32 тыс. — в США и около 25 тыс. — в Палестину. При этом большая часть эмиграции пришлась на 1920-е годы. С конца 1930-х годов эмиграция стала практически невозможной. Лишь с середины 1950-х года эмиграция евреев возобновилась, но общее число уехавших из СССР в Израиль с 1955 по 1967 год составило немногим более 12 тысяч чел.
Шестидневная война 1967 года вызвала подъём национального самосознания евреев в СССР. 10 июня 1968 года, через год после разрыва отношений с Израилем, в ЦК КПСС поступило совместное письмо руководства МИД СССР и КГБ СССР за подписями Громыко и Андропова с предложением разрешить евреям эмигрировать. В конце 1960-х — начале 1970-х годов политика Советского Союза в отношении репатриации в Израиль смягчается.
Из 259 500 евреев, покинувших СССР в 1967-82 годах, около 161 000 прибыли в Израиль. В середине 1980-х годов алия упала до самого низкого уровня за всю историю Израиля; в 1986 году в страну прибыло менее десяти тысяч человек.

## Репатриация евреев Эфиопии
Община «Бета Исраэль» эфиопских евреев существовала в Эфиопии с первых веков после разрушения Иерусалимского Храма почти в полной изоляции от других частей еврейского народа.
За двухтысячелетнюю историю эфиопские евреи неоднократно пытались добраться до Иерусалима. Однако вплоть до 1979 года лишь очень немногим это удавалось. В 1979—1984 годах через Судан в Израиль прибыло около 7 тысяч эфиопских евреев. На пути в Судан и в лагерях беженцев в этой стране от голода и болезней погибло около 4 тысяч человек.

### Операция «Моисей»
Операция «Моисей» продолжалась с 21 ноября 1984 года по 5 января 1985 года. В течение этих шести недель в Израиль прибыло около 7 тысяч новых репатриантов из Эфиопии.
Исход евреев из Эфиопии не прекратился: эфиопские евреи продолжали прибывать в Судан. В 1985—1989 было проведено ещё несколько тайных операций, в ходе которых воздушным путём было доставлено в Израиль ещё около 3 тысяч человек. В январе 1990 года в столице Эфиопии Аддис-Абебе открылось израильское посольство. В Аддис-Абебу начали стекаться тысячи эфиопских евреев, требовавших вывезти их в Израиль. В 1990—1991 годах в Израиль репатриировалось ещё около 8500 человек.

### Операция «Шломо»
Из-за жестокой гражданской войны в Эфиопии евреям, скопившимся в Аддис-Абебе, грозила смертельная опасность. Правительство Израиля, Армия обороны Израиля, организация «Джойнт» и Еврейское Агентство провели 24-25 мая 1991 года операцию, в ходе которой за 36 часов в Израиль было переправлено 14 310 эфиопских евреев.
Это была крупнейшая операция, в ходе которой в Израиль было привезено наибольшее число евреев в кратчайший срок. После завершения операции «Шломо» в Израиль репатриировалось ещё около 5 тыс. евреев из Эфиопии. На конец 2020 года община эфиопских евреев проживающая в Израиле, составляет 159.9 тысяч человек

## Массовая алия из СССР и постсоветского пространства
С приходом к власти в СССР в середине 1980-х годов Михаила Горбачёва были облегчены порядки эмиграции из СССР. С 1989 года началась массовая репатриация из СССР, в этом году число репатриантов в Израиль составило 24 тыс. человек, что в два раза превысило среднее число за предыдущие годы, более половины олим приехали из Советского Союза. В октябре 1989 года правительство США ввело ограничения на предоставление статуса беженца эмигрантам из СССР, в результате большинство выезжающих из Советского Союза евреев стало направляться в Израиль.
В это время в Москве в рамках работы израильской консульской группы начали действовать представители «Сохнута» (Еврейского агентства) и организации «Натив». Началась подготовка к массовой репатриации евреев СССР в Израиль.
Толкали евреев покинуть СССР и проявления антисемитизма. Организация «Память» во главе с Дмитрием Васильевым проводила в 1987—1990 годах многочисленные акции против так называемого «жидо-масонского заговора». Весной 1990 года получили распространение провокационные слухи о грядущих еврейских погромах.
Наиболее интенсивно иммиграция шла в 1990 и 1991 годах — за эти два года из СССР в Израиль переселилось свыше 330 тысяч человек. В 1992—1999 годах получили израильское гражданство ещё 490 тыс. выходцев из бывшего СССР, в эти годы они составляли 80 % общего числа новых репатриантов. В начале 2000-х годов численность репатриантов из стран СНГ и Балтии резко снизилась, за 2000—2002 в Израиль из этих стран переехало 104 тыс. человек. В дальнейшем число переселяющихся в Израиль из стран бывшего СССР редко превышает 10 тыс. в год. и 50 % общего числа новых репатриантов.
Распад СССР, экономические и политические проблемы в странах СНГ привели к высоким темпам исхода. Затем, прежде всего в связи с исчерпанием демографического ресурса, а также в связи с усилением арабского террора в 1995—1996 году уровень репатриации уменьшился. Всего за период «Большой Алии» в Израиль прибыло более 1,6 млн евреев из СССР и постсоветского пространства.
Правительство не было готово к приёму столь большого количества репатриантов. Чтобы улучшить ситуацию с жилищным фондом перед небывалым ростом населения за счёт новоприбывших, началось массовое строительство в периферийных районах и возведение так называемых «караванных» посёлков (то есть временных городков из временных домиков со всеми удобствами). Наибольшее количество нового жилья было построено в районах развития в Галилее и Негеве — в Кармиэле, Нацрат-Илите, Йокнеаме, Беэр-Шеве, Офаким и других населённых пунктах. Наибольшее количество жилья было возведено в Ашдоде.
В результате «Большой алии» русскоязычные евреи составили более 17 % всего населения Израиля и более 20 % еврейского населения страны. В некоторых городах они составляют более 40 % жителей. Количество СМИ на русском языке в Израиле превышает количество СМИ на иврите, по данным пресс-секретаря Посольства Израиля в РФ[когда?]. Существуют телеканалы, газеты, журналы, книги на русском языке.
Некоторой части репатриантов не удаётся устроиться в Израиле и они покидают страну. В России к 2006 году проживало около 50 тыс. граждан Израиля.
Согласно опросу, проведённому в 2010 году среди репатриировавшихся в Израиль в 1990—2007 годах, 42 % выходцев из СССР и постсоветского пространства идентифицируют себя прежде всего как евреи, 38 % — как израильтяне, 20 % — по стране рождения; для выходцев из других стран это, соответственно: 66 %, 25 % и 9 %.

## XXI век
По данным Демоскопа, в 2003—2010 годах в Израиль из России переезжало в среднем по 2-4 тысячи человек в год. Существует мнение, что в 2000-х годах миграция в Израиль из стран бывшего СССР (России, Украины и Белоруссии) шла в основном из периферийных городов с низким уровнем жизни и характеризуется низкой долей еврейской компоненты (то есть в Израиль в большой степени ехали не этнические евреи, а потомки от смешанных браков евреев с коренным населением).
На 2017 год репатрианты составляли 15,9 % от всего населения Израиля. При этом в госучреждениях (кроме системы здравоохранения) новые репатрианты составляли 7,4 % от общего числа сотрудников. Доля новых репатриантов, живущих ниже черты бедности, составила 18,4 % (сравнение: уровень бедности среди еврейских семей — 13,4 %).
За 2010—2019 годы в Израиль репатриировалось около 255 тыс. человек, в основном из России (67 тысяч), Украины (46 тысяч), Франции (38 тысяч), США (32 тысячи) и Эфиопии (10 тысяч). Репатрианты из России являются самой крупной группой, причём их число возросло после аннексии Крыма Россией в 2014 году; главной причиной для переезда эмигранты из России называют ощущение того, что их страна становится все менее свободной. Сопутствующими причинами для переезда становятся экономическая ситуация в России и уровень преступности.
В 2020 году в Израиль репатриировалось 19 676 человек. Из них 6644 — из России, 2937 — из Украины, 2407 — из Франции, 2296 — из США; всего на страны бывшего СССР пришлось около 56 %.
В 2021 году в Израиль репатриировалось 28,6 тыс. человек, а в 2022 году (начало полномасштабной войны на Украине и мобилизации) — 70 тыс. человек, из которых:
- из России — 37 364 человека (то есть больше половины);
- из Украины — 14 680;
- из Северной Америки — 3500;
- из Франции — 2049;
- из Белоруссии — 1993;
- из Эфиопии — 1498;
- из Аргентины — 985;
- из Великобритании — 526;
- из Южной Африки — 426;
- из Бразилии — 356;
- остальные — из других стран[39][40].